# 马格达
马格达是巴西圣保罗州的一个市镇。总面积312.085平方公里，总人口3146人，人口密度10.1人/平方公里。